# Si j'étais elle (album)
Pour les articles homonymes, voir Si j'étais elle.
Albums de Julien Clerc
Julien
(1997) Studio
(2003)
Si j'étais elle est le dix-huitième album studio de Julien Clerc sorti en 2000.

## Histoire de l'album
Pour cet album, Julien Clerc a fait appel pour la première fois à Carla Bruni qui a écrit la majorité des paroles dont celles du premier single Si j'étais elle,.
Julien Clerc cherchait d'autre paroliers pour renouveler son répertoire, mais était sceptique initialement sur les talents en la matière de Carla Bruni, qu'il avait rencontré et qui lui avait proposé ses services. 
Son éditeur et ami Bertrand de Labbey lui aurait alors adressé par fax les paroles de Si j'étais elle, sans en préciser l'auteur, et les paroles ont convaincu Julien Clers de s'appuyer sur les créations de Carla Bruni pour une partie significative de cet album.

## Titres
| 12 Titres   | 12 Titres                                    | 12 Titres                            | 12 Titres                            | 12 Titres  | 12 Titres | 12 Titres | 12 Titres | 12 Titres | 12 Titres |
| No          | Titre                                        | Paroles                              | Musique                              | Durée      |           |           |           |           |           |
| ----------- | -------------------------------------------- | ------------------------------------ | ------------------------------------ | ---------- | --------- | --------- | --------- | --------- | --------- |
| 1.          | Si j'étais elle                              | Carla Bruni                          | Julien Clerc                         | 3 min 31 s |           |           |           |           |           |
| 2.          | Aussi vivant                                 | Carla Bruni                          | Julien Clerc                         | 3 min 29 s |           |           |           |           |           |
| 3.          | J'oublie (Adaptation David McNeil)           | Angela Denia Tarenzi                 | Astor Piazzolla                      | 3 min 02 s |           |           |           |           |           |
| 4.          | Se contenter d'ici-bas                       | Carla Bruni                          | Julien Clerc - Hervé Brault          | 3 min 47 s |           |           |           |           |           |
| 5.          | Tu t'es en allée                             | David McNeil                         | Julien Clerc - Hervé Brault          | 3 min 02 s |           |           |           |           |           |
| 6.          | On serait seuls au monde                     | Carla Bruni                          | Julien Clerc                         | 3 min 21 s |           |           |           |           |           |
| 7.          | Quelques mots en ton nom (en duo avec Assia) | Julie Bonhomme                       | Julien Clerc - Khalil                | 3 min 14 s |           |           |           |           |           |
| 8.          | Silence caresse                              | Carla Bruni                          | Julien Clerc                         | 3 min 26 s |           |           |           |           |           |
| 9.          | Je l'aime comme je respire                   | Laurent Chalumeau                    | Julien Clerc - Khalil                | 3 min 11 s |           |           |           |           |           |
| 10.         | L'Horizon chimérique                         | Jean de La Ville de Mirmont          | Julien Clerc                         | 2 min 53 s |           |           |           |           |           |
| 11.         | Désobéissante                                | Carla Bruni                          | Julien Clerc                         | 3 min 45 s |           |           |           |           |           |
| 12.         | Va-t'en de moi (Adaptation Étienne Roda-Gil) | Virgilio Esposito et Homero Esposito | Virgilio Esposito et Homero Esposito | 3 min 45 s |           |           |           |           |           |
| 47 min 50 s |                                              |                                      |                                      |            |           |           |           |           |           |

## Classements et certifications

### Classements hebdomadaires
| Classement (2000–02)             | Meilleure position |
| -------------------------------- | ------------------ |
| Belgique (Wallonie Ultratop)     | 7                  |
| Europe (European Top 100 Albums) | 24                 |
| France (SNEP)                    | 1                  |
| Suisse (Schweizer Hitparade)     | 50                 |

### Certification
| Pays          | Certification | Date | Ventes certifiées |
| ------------- | ------------- | ---- | ----------------- |
| France (SNEP) | Platine       | 2001 | 300 000           |